# Baptistão
Eduardo Baptistão, mais conhecido apenas como Baptistão, é um ilustrador brasileiro. Ele trabalha no Grupo Estado, é colaborador fixo das revistas Veja e Você S/A, além de ser colaborador da revista Carta Capital. Entre os diversos prêmios que já recebeu, estão: Salão Internacional de Humor de Piracicaba (cinco ao todo), Salão Internacional de Desenho para Imprensa de Porto Alegre, Salão Internacional de Humor do Piauí, 7th Tehran International Cartoon Biennial (Irã), World Press Cartoon (Portugal, dois prêmios) e Fadjr International Cartoon & Caricature. Além disso, também foi eleito melhor caricaturista brasileiro pelo Troféu HQ Mix cinco vezes: em 2002 e de 2005 até 2008.
Em 2020, Baptistão ganhou o Prêmio Vladimir Herzog na categoria "Prêmio Destaque Vladimir Herzog Continuado" ao lado de outros 109 cartunistas que participaram do movimento "Charge Continuada", que consistiu na recriação por centenas de artistas de uma charge de Renato Aroeira que fora alvo de um pedido de investigação pelo governo brasileiro por associar o presidente Jair Bolsonaro com o nazismo.